# Oost (Utrecht)

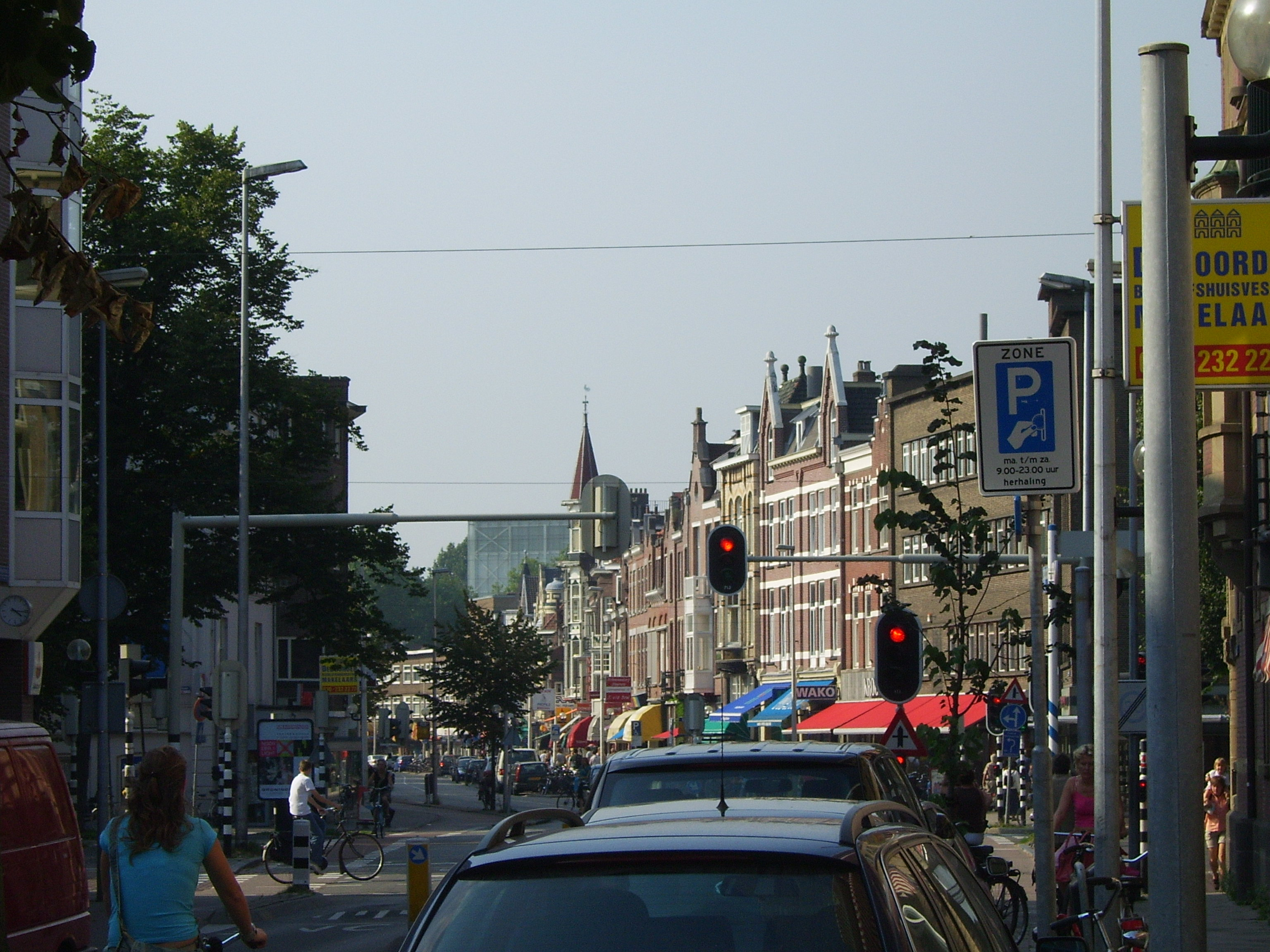
De kruising van de Nachtegaalstraat en de Maliebaan in Oudwijk

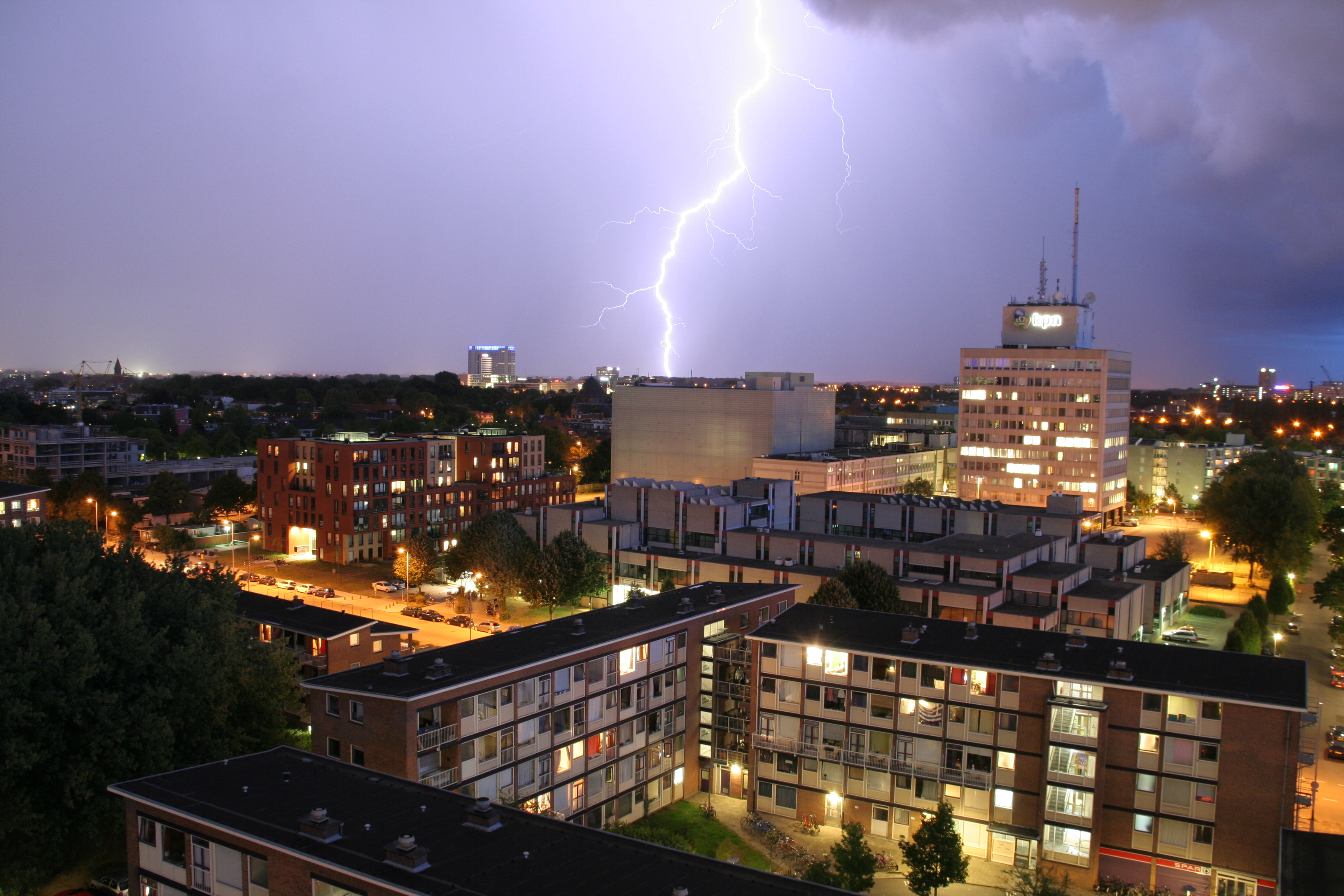
Zicht op Oost tijdens onweer vanaf de IBB.

Oost is een van de tien stadsdelen (volgens de gemeentelijke indeling: wijken) van de gemeente Utrecht. Het stadsdeel heeft 33.767 inwoners (2025). Onder andere Stadion Galgenwaard, het Spoorwegmuseum, het Rietveld Schröderhuis, het Wilhelminapark en het Provinciehuis liggen in Oost. Daarnaast is het wetenschapspark De Uithof er te vinden, met grote delen van de Universiteit Utrecht en de Hogeschool Utrecht, alsmede het Universitair Medisch Centrum. Vanwege de ligging tussen de binnenstad en De Uithof wonen er relatief veel studenten.

## Ligging
Oost wordt begrensd door:
- de Biltstraat en de Biltsestraatweg in het noorden
- de Stadsbuitengracht in het westen
- de spoorlijn Utrecht - Boxtel in het zuiden
- de gemeentegrens in het oosten

In de volksmond worden onder Utrecht-Oost vaak ook de wijken en buurten direct ten noorden van de Biltstraat gerekend, zoals Wittevrouwen en de Zeeheldenbuurt. Deze vallen volgens de gemeentelijke indeling echter onder het stadsdeel Noordoost. Het beschermd stadsgezicht Utrecht-Oost ligt echter wel ten dele ten noorden van de Biltstraat.

## Wijken en buurten
Onder meer de volgende wijken en buurten maken deel uit van Oost:
- Buiten Wittevrouwen
- Oudwijk
- Abstede
- Schildersbuurt
- Sterrenwijk
- Watervogelbuurt

- Rijnsweerd
- De Uithof

### Gemeentelijke indeling
Volgens de gemeentelijke indeling bestaat Oost uit de volgende subwijken en buurten:
- Oudwijk, Buiten Wittevrouwen
  - Buiten Wittevrouwen
  - Oudwijk
- Wilhelminapark, Rijnsweerd
  - Wilhelminapark en omgeving
  - Schildersbuurt
  - Rijnsweerd
  - Galgenwaard en omgeving
  - Utrecht Science Park (De Uithof)
- Abstede, Gansstraat
  - Abstede, Tolsteegsingel en omgeving
  - Sterrenwijk
  - Rubenslaan en omgeving
  - Watervogelbuurt
  - Lodewijk Napoleonplantsoen en omgeving
  - Maarschalkerweerd, Mereveld

## Bezienswaardigheden
Oost is na Binnenstad het stadsdeel met de meeste rijksmonumenten in Utrecht, rond de tweehonderd. Ook het enige UNESCO werelderfgoed van de stad staat in Oost: het Rietveld Schröderhuis. Verder bevat het stadsdeel twee beschermde stadsgezichten: het van rijkswege beschermd stadsgezicht Utrecht-Oost en het gemeentelijk beschermd stadsgezicht Minstroomgebied.
In Oost vindt je onder meer de volgende bezienswaardigheden:
- Spoorwegmuseum
- Rietveld Schröderhuis
- Wilhelminapark
- Maliebaan
- Meerdere voorbeelden van moderne architectuur op De Uithof